# Prodrive F1

Prodrive-Logo

Prodrive F1 ist das Formel-1-Projekt von Prodrive Ltd. Es war geplant, als zwölftes Team an der Formel-1-Saison 2008 teilzunehmen. Dieser erste Anlauf scheiterte jedoch an der Kontroverse der damals aktiven Formel-1-Teams, die sich nicht auf ein neues Concorde Agreement einigen konnten, das die Verwendung von „Kunden-Autos“ (nicht vom Team selbst entwickelten, sondern gekauften Fahrzeugen) erlaubt.
Für die Saison 2010 bewarb sich Prodrive F1 erneut um einen Platz in der Formel 1, wurde von der FIA jedoch nicht berücksichtigt.
Teamchef wäre der Besitzer von Prodrive Ltd. David Richards, ehemaliger Teamchef des BAR-Honda-Teams, gewesen. Prodrive Ltd. ist bereits seit den 1980er Jahren im Motorsport aktiv. In der Rallye-Weltmeisterschaft konnte das Prodrive-Team als Partner von Subaru je drei Fahrer- und Konstrukteurstitel erringen.

## Geschichte
Das Prodrive-F1-Team bekam am 28. April 2006 den Zuschlag als zwölftes Team und setzte sich somit unter anderem gegen Vorschläge von Paul Stoddart, Eddie Jordan und Jean Alesi durch. FIA-Präsident Max Mosley begründete die Entscheidung mit der Geldsicherheit und Planung des Prodrive-Teams. Sie sei wegweisend, so Mosley. Bei dieser Veranstaltung wurde auch bestätigt, dass in Zukunft aus Sicherheitsgründen weiterhin nur zwölf Teams antreten dürfen.
Teamchef David Richards verfolgte das Ziel, mit einem Budget von nur 100 Mio. Dollar konkurrenzfähig zu sein. Gerüchte brachten Prodrive mit McLaren-Mercedes als Motoren- und Chassis-Lieferant in Verbindung – dessen Teamchef Ron Dennis hatte Pläne für eine Kooperation bestätigt. Auch Aston Martin wurde als möglicher Partner genannt, da Prodrive bereits den Aston Martin DBR9 für die FIA-GT-Meisterschaft baut und David Richards Mitbesitzer des Sportwagen-Herstellers ist.
Der Einstieg von Prodrive in die Formel 1 scheiterte jedoch im November 2007 an einem Rechtsstreit um die Einschreibung des Teams. Der daraufhin erfolgte Vorschlag Richards, mit Prodrive zur Mitte der Saison 2008 einzusteigen, wurde von der FIA abgelehnt. Richards hielt dennoch an seinen Formel-1-Plänen fest. Nach dem Rückzug von Honda aus der Formel 1 Ende 2008 führte Richards Gespräche über einen Kauf des Honda Racing F1 Teams. Die zahlreichen tiefgreifenden Regeländerungen zur Saison 2009 sorgten laut Richards allerdings für zu unsichere Bedingungen, sodass er von einem Einstieg absah.
Für 2010 hatte sich Prodrive erneut für die Formel 1 eingeschrieben und startete damit einen zweiten Anlauf. Auf der am 12. Juni 2009 von der FIA veröffentlichten Nennliste wurde Prodrive jedoch nicht berücksichtigt. Nur drei der 15 Bewerbungen potentieller neuer Teams waren erfolgreich.